# Caprarica di Lecce
Caprarica di Lecce – miejscowość i gmina we Włoszech, w regionie Apulia, w prowincji Lecce.
Według danych na rok 2004 gminę zamieszkiwały 2802 osoby, 280,2 os./km².